# Bilsdale West Side
Bilsdale West Side var en civil parish från 1866 till 1986 då den blev en del av Hawnby, i grevskapet North Yorkshire, i England. Civil parish var belägen 18 km från Northallerton och hade 53 invånare år 1971.